# Primo Tapia de la Cruz
Primo Tapia de la Cruz (Naraja, 9 giugno 1885 – 27 aprile 1926) è stato un sindacalista e anarchico messicano.
Fu un membro dei "Wobblies" (ovvero un membro dell'associazione operaia statunitense) e un organizzatore di lavoratori. Organizzò gli operai di uno zuccherificio in Nebraska e creò un sindacato di cinquecento uomini. Tornato in Messico, lottò per una riforma agraria nella regione della Valle di Zacapu. Primo guidò le comunità indigene tarasca a molte vittorie, riuscendo a riottenere la terra rubata dai latifondisti locali. Venne ucciso da alcuni soldati travestiti da contadini, e oggi è ricordato come martire del movimento agrario messicano.

## Biografia
Primo Tapia nacque a Naraja, una comunità indigena tarasca nello stato del Michoacan, in Messico. La famiglia parlava P'urhépecha, la lingua indigena della sua comunità, e anche un po' di spagnolo. L'infanzia di Primo non fu molto felice. La madre, María del Rosario de la Cruz, aveva messo da parte abbastanza denaro da poter garantire una vita dignitosa alla prole, e in più era una delle donne più acculturate della comunità, tanto da riuscire a parlare spagnolo e farlo parlare in casa. Il primo marito, un "fanatico" cattolico, fuggì dopo aver dato al mondo la prima figlia. Si risposò con un membro della comunità qualche tempo dopo, e diede alla luce Primo. Il padre però era un uomo violento e alcolista. I membri della comunità disapprovavano la relazione fra il bambino, dispettoso ma comunque socievole, e il padre "dissoluto". Quest'ultimo sperperò tutto il patrimonio accumulato dalla moglie in alcool e donne, ed era solito picchiare il figlio, anche molto duramente. Nel 1900 entrò nel seminario di Erongarícuaro, ma tre anni dopo fu espulso per la sua ribellione alla rigida disciplina del personale, motivo per cui cominciò a lavorare come bracciante a giornata per quegli stessi latifondisti che più avanti negli anni avrebbe combattuto e distrutto.

### L'emigrazione negli Stati Uniti
Dal 1907 al 1919 lavorò come operaio negli Stati Uniti. Come molti emigrati messicani, lavorò come contadino, sulle ferrovie e nelle miniere. Negli Stati Uniti partecipò ai primi scioperi, permettendogli di iniziare a formare una cornice politica. Nel 1909 si trasferì nel barrio messicano di Los Angeles, dove incontrò e visse con i fratelli Flores Magón, scoprendo l'ideologia anarchica, così come le forme di organizzazione e le esperienze del movimento comunista internazionale, partecipando allo stesso tempo a scioperi, manifestazioni, incontri e raduni del movimento operaio statunitense. Fu proprio a Los Angeles che probabilmente si iscrisse all'associazione militante "radicale" dell'Industrial Workers of the World (IWW). Primo si associò anche al Partito Liberale Messicano, che all'epoca richiedeva significative riforme sociali, ed ebbe un ruolo importante nella critica al regime di Porfirio Díaz e nella successiva rivoluzione del 1910. Tuttavia, con l'arresto di molti leader del partito, Primo lasciò Los Angeles si spostò a lungo lungo gli stati occidentali e le Montagne Rocciose, accettando lavori nei campi di canna da zucchero, nelle minerarie di rame e ancora nelle ferrovie.
Nel 1916, Primo divenne un membro fidato dell'IWW.  Accompagnato da concittadini della sua città natale, e grazie alla sua conoscenza della lingua inglese e spagnola, divenne un Woobly influente, capace di organizzare gli operai immigrati lungo tutta la West Coast e il Midwest. Nel 1918, assieme ai suoi compagni, raggiunse la città di Bayard, in Nebraska, dove pose le basi per la creazione di una sezione dell'IWW, con l'obiettivo di organizzare le centinaia di lavoratori di una raffineria di zucchero locale. Tuttavia, a causa del fallimento di uno sciopero, a cui parteciparono solo i lavoratori messicani, Primo abbandonò la città e successivamente anche gli Stati Uniti, per paura della repressione del governo.

### Il ritorno in Messico
Nel 1919 tornò a Naraja, e lì cominciò ad organizzare i contadini per ottenere la terra in modo comune, strappandola alla hacienda della Cantabria, poiché una delle principali cause della rivoluzione messicana fu la lotta per la terra. In questo contesto, fu eletto delegato delle città di Naranja, Tiríndaro e Tarejero. Quando nel 1921 rientrò nello stato di, entrò a far parte del Partito Comunista Messicano. Con Isaac Arriaga, Apolinar Martínez e altri esponenti di sinistra, iniziò a promuovere il movimento agrario e sindacale in Messico, diventandone uno dei leader più popolari e influenti.
Nel frattempo, Primo diveniva sempre più insofferente nei confronti delle politiche agrarie portate avanti dal governo, da lui giudicate insufficienti. Così, quando nel dicembre 1922 fu fondata la Lega delle Comunità Agrarie e delle Unioni della Regione di Michoacán, fu promosso come primo segretario generale, e insieme a Úrsulo Galván e J. Guadalupe Rodríguez, intervenne nel processo di organizzazione e lotta dei contadini del paese per requisire le terre.
Gli sforzi della Lega e di Primo ebbero successo, tanto che nel 1924 scrisse una lettera a un amico, affermando di aver liberato le terre di tre città. Il successo di Primo dipese da alcuni fattori: prima di tutto si era dedicato a consolidare l'unità interna nella città di Naranja. In seguito, radunò attorno a sé un folto gruppo di contadini e rivoluzionari che avevano combattuto un decennio prima nella rivoluzione messicana. Solo dopo incitò alla lotta per la terra, raggruppando le comunità di Naranja, Tiríndaro e Tarejero, fondando un'unione di comunità agricole. Su un altro versante organizzò le donne indigene attraverso le Leghe Femminili, spiegando l'importanza delle donne nella lotta e creando cooperative per il loro sostentamento economico. Infine, riuscì a unire le lotte locali con quelle nazionali, riuscendo però sempre a rimanere fisso sull'obiettivo della collettivizzazione delle terre.

### La morte
Il 26 aprile 1926, Primo fu arrestato per ordine diretto del presidente Plutarco Elías Calles, a causa delle lotte sociali, agrarie e indigene che lui rappresentava con il suo pericoloso esempio. Fu torturato e assassinato il giorno dopo.